# Thekkumkur
El reino de Thekkumkur (en malabar: തെക്കുംകൂർ രാജ്യം, transliterado como Thekkumkoor o Thekkumcore) fue un antiguo reino independiente de India, localizado en el sur del actual estado  Kerala, que existió desde 1103 d. C. hasta 1750. Fue gobernado por la familia real Thekkumkur (Familia Edathil). Thekkumkur se encontraba entre los ríos Meenachil y Pamba, desde los Ghats occidentales hasta Vembanad Kayal. Thekkumkur emergió como resultado de cambios político-administrativos en los estados principescos al final de la dinastía Chera Kulasekhara de Mahodayapuram. El significado literal del título es el regente del sur y el atributo del sur los distingue de otro reino conocido como Vadakkumkur (regente del norte) el cual tenía frontera al norte. La casa real, Thekkumkur Kovilakam, estaba en Vennimala y Manikandapuram cerca de Puthuppally, más tarde cambió al Palacio Neerazhi en Puzhavathu de Changanassery y a Thalilkotta en Thaliyanthanapuram (Kottayam).

## Historia

### Fin del Imperio Kulasekhara
Thekkumkur surgió como resultado de cambios político-administrativos en los estados principescos al final del Imperio Kulasekhara a fines del s. XI. Las formas feudales surgieron como resultado de la autoridad de los brahmanes para adquirir los derechos físicos de la tierra a través de la expansión de las tejas y la influencia de los barrios marginales que eran las tierras agrícolas. Los señores feudales más pequeños se subordinaron a las dinastías como Vempolinad. Debido al aumento del área geográfica, Vempolinada se dividió en dos estados principescos llamados Thekkumkur y Vadakkumkur. Las partes del norte de Vembalanad se transformaron en Vadakkumkur, y las partes del sur de Vembalanad se fusionaron con Munjunad y Nantuzhainad y formaron Thekkumkur. No hay desacuerdo entre los historiadores sobre lo que podría haber sucedido en la primera década del siglo XII. Sin embargo, hay algunos indicios de que el ritual había comenzado antes de eso y el siglo anterior. Solo que no se transformó en una monarquía absoluta del reino de Thekkumkur.

### Origen

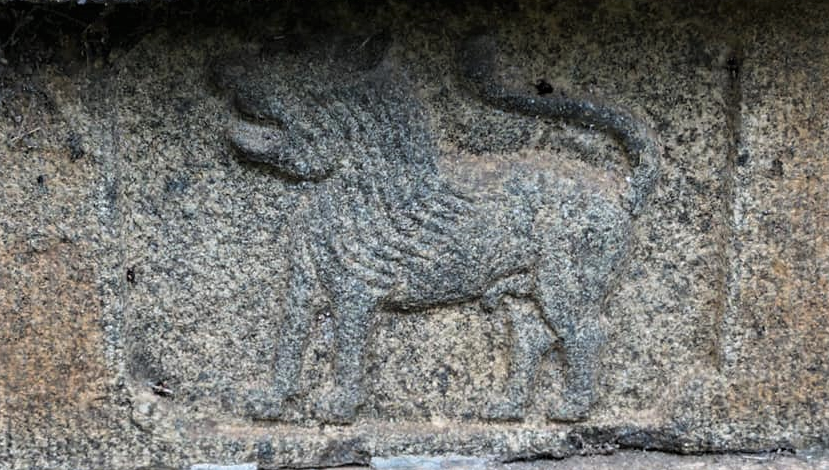
Sello real de la Dinastía Thekkumkur gravado en piedra (Punchaman Illom, Vennimala)

Ilaya Raja (príncipe) de Vempolinad que vivía en el palacio de Vemballi ( Malayalam) fundó el reino de Thekkumkur a principios del siglo XII. Después de su separación, Thekkumkur se convirtió en un reino independiente, mientras que Vadakkumkur se convirtió en vasallo de Cochin. Las partes del norte de Vempolinad se transformaron en Vadakkumkur, y las partes del sur de Vempolinad se fusionaron con Nantuzhunad y Munjunad y formaron Thekkumkur en 1103 d. C. Vennimala fue elegida como la sede de la monarquía Thekkumkur porque el rey Thekkumkur era la autoridad koyil del Templo Venimala Sree Rama Lakshmana Perumal, que se suponía que había sido fundado por Bhaskara Ravi Varma-II (1019-1021).

### Capital inicial - Vennimala y Manikandapuram

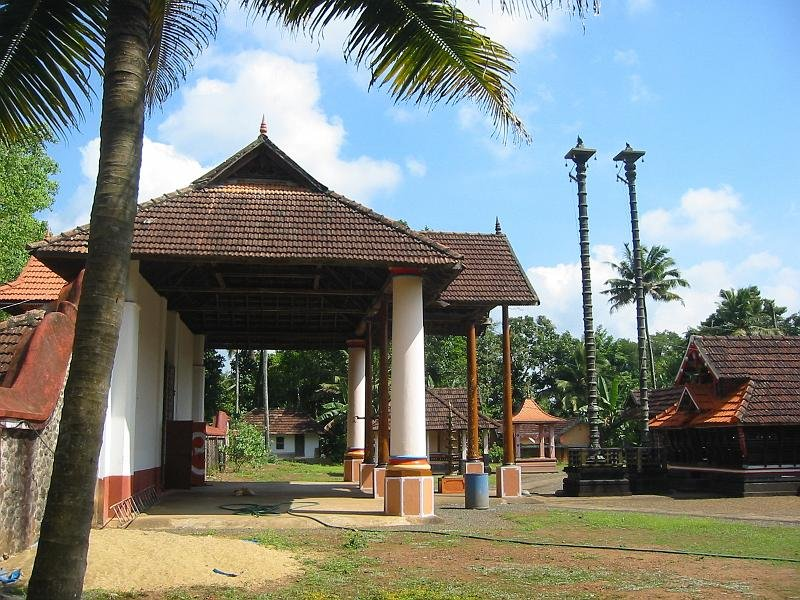
Templo Sree Rama Lakshmana Perumal, Vennimala

Vennimala se estableció como la sede del Reino de Thekkumkur. Vennimala era el lugar más seguro para el enemigo. Los bosques fueron talados y desarrollados en áreas habitables y la administración es fortalecida por la ciudad capital de Manikandapuram. Se cree que el templo de Manikandapuram Krishna fue construido por el rey Iravi Manikandan en 1152 d. C. Manikandapuram y las áreas adyacentes florecieron con  la administración y la población necesaria para la capital. Durante el gobierno de los reyes Thekkumkur, Manikandapuram era una ciudad muy floreciente. Existe evidencia de que el fuerte y los túneles estaban en Manikandapuram, al igual que la sede posterior de la monarquía Thekkumkur en Changanassery y Thaliyanthanapuram (Kottayam) .

### Changanassery y Thaliyanthanapuram

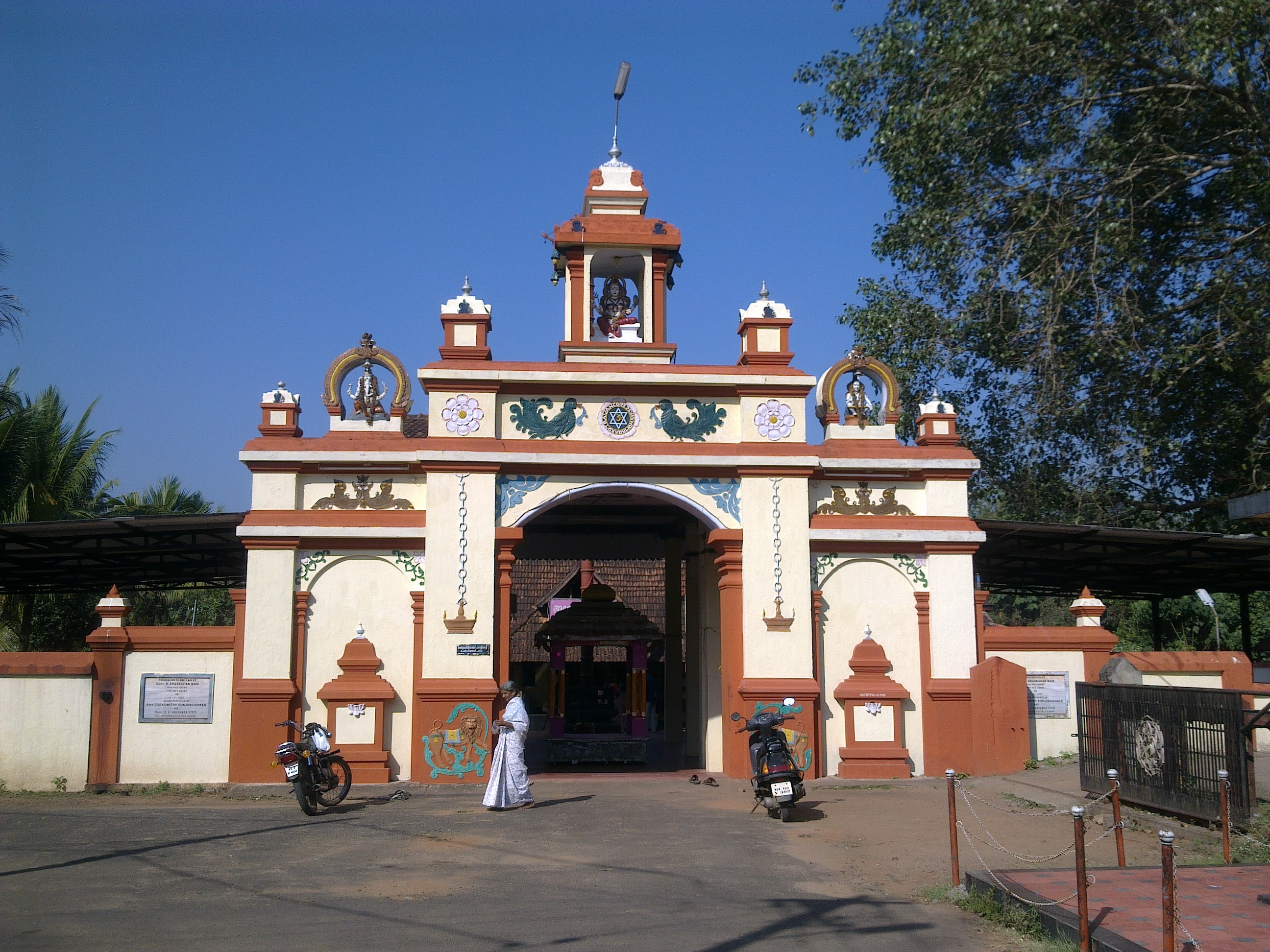
Thekkumkur Paradevatha (Edathil Bhagavathy) Templo en Puzhavathu

Como parte del crecimiento de los centros de mercado en idanadu (lugares medievales), fue un movimiento intelectual tener buenas intervenciones en el reino, la capital se trasladó a Puzhavathu en Changanassery a principios del siglo XV. Aparte del comercio, Thekkumkur ha promovido a Changanassery como la mejor ciudad para el transporte en los estados principescos vecinos del sur de Kerala. El centro administrativo permaneció en el Palacio Neerazhi de Changanassery durante los siguientes tres siglos y medio.  La reubicación de la sede en Neerazhikettu Kottaram en Changanassery les facilitó el suministro de productos básicos que frecuentan la laguna de Vembanadu y la lucha contra las invasiones de los remansos de Chempakassery.

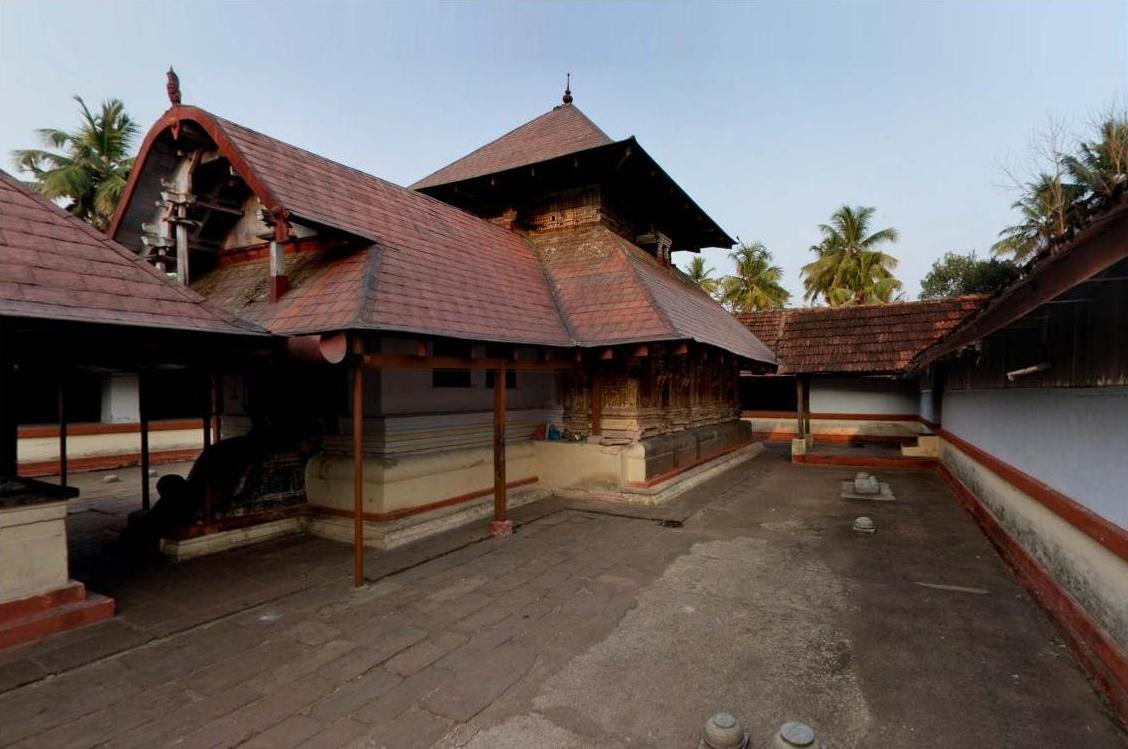
Templo Thali, Thalikotta (Thaliyanthanapuram)

A fines del siglo XV, los reyes de Thekkumur habían construido un palacio y un fuerte cerca del templo de Thaliyil y establecieron otra capital a orillas del río Meenachil en Thalianthanapuram (Kottayam). El Templo Thali fue uno de los dieciocho y medio santuarios Thali (Malabar: പതിനെട്ടര തളികൾ) de Kerala. Un establecimiento adicional de la ciudad capital fue por los desarrollos comerciales en el río Thazhathangadi (río Meenachil) y el colapso del antiguo thali (Malabar: തളി) como centro del brahmanismo. El fuerte, que tenía aproximadamente un kilómetro de circunferencia y unos 12 pies de altura, estaba hecho de piedra arenisca roja pesada y tenía seis baluartes (la torre de observación) y trincheras de cinco metros (siete Kol) de ancho.

## Geografía

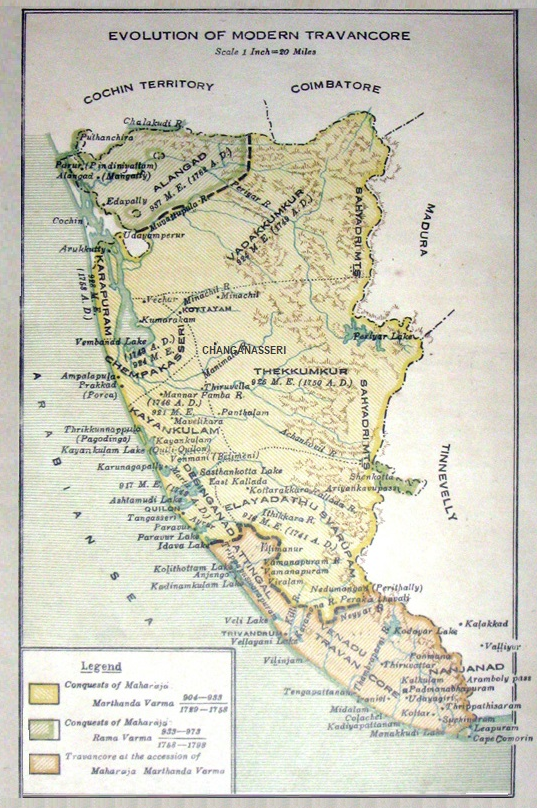
Mapa de Thekkumkur (1498) por el holandés Samuel Mateer

Un earthen fort a lo largo de la frontera de Vadakkumkoor y Thekkumkoor, él empezando de Athirampuzha,  extienda a Kondur (este de Palai). Inicialmente, el Thekkumkur la frontera era el Occidental Ghats (Sahyadri Montañas) al Lago Vembanadu (Vembanadu Kayal) y el Kanakkary a Kaipattoor (Kadavu) en Achankovil Río. A fines del siglo XVIII, sin embargo, el área del reino se redujo. Como un mapa holandés de 1743 indica, las fronteras eran;
- Oeste: lago Vembanadu: Kumarakom, Eara, Neelamperoor, Kidangara, Muttar, Neerettupuram, Niranam
- Sur: Budhanur, Puliyur, Parumala, Chengannur, Aranmula, Kozhanchery, Ayirur, Ranni
- Este: Mukkoottuthara, Erumeli, Kannimala, Chotty, Thidanad, Meenachil
- Norte: Palai, Lalam, Koodallur, Kanakkary, Athiranpuzha

El historiador K.N Gopala Pillai, Kuruppum Veettil se escribe de las fronteras del país en su novela histórica "Thekkumkur Rani". Dijo que Purakkad perteneció a Thekkumur y era el centro comercial importante del país.

## Separación de la dinastía Poonjar
Se cree que una rama de la dinastía Pandya que tuvo que huir en el siglo XII tras una disputa por Madurai; luego vendieron sus posesiones y establecieron un reino. Rey de Pandya, Manavikrama Kulasekhara Perumal, que vino de Madurai y luego se estableció en Ettumanur. Udaya Kulasekara de la dinastía Pandya reveló a los lugareños la intención de los ladrones que vinieron a saquear el templo de Ettumanur Siva a principios del siglo XV. En la congregación que siguió a Udaya Kulasekara, el rey Perumal de Pandya hizo el pacto con Kotha Varman Manikandan de Thekkumkur en 1419 d. C. en Thaliyanthanapuram. El rey Thekkumkur convocó a los consejos de gobierno locales y a los lugareños en el Templo Thaliyil para comprender sus opiniones sobre el pacto. Según el pacto con Kotha Varman y Manavikraman de la dinastía Pandya; el reino de Poonjar se adquirió dando una cierta cantidad de oro y esmeraldas indefinidas a Thekkumkur Este es un documento de tratado sobre el surgimiento del reino de Poonjar. KP Padmanabha Menon escribe en las historias de Malabar sobre el relato auténtico de los tratados de intercambio de países celebrados en el Mukha mandapam del templo Thaliyil Siva.
| El pacto de Poonjar | പൂഞ്ഞാർ ഉടമ്പടി |
| --- | --- |
| Tekkuṅkūr svarūpattiṅkaninnuṁ pūññāṟṟil perumāḷkk maññamala periyār uḷppeṭa malampiṟaṁ eḻuti keāṭuttatāvit. keāllaṁ 594 (1419 d. C.) makaraṁ ñāyaṟil pūññār udayakulaśēkharapperumāḷ paṇṭārattilēykk veṇpala nāṭṭuṭaya kēātavarm'man kēāviladhikārikaḷ maññamala periyār malampiṟattinatir. <br /> kiḻakk kaṇṇam'mēṭṭinuṁ talakkuḷatt mēṭṭinuṁ nētākara mēṭṭinuṁ vaḻukkappāṟa mēṭṭinuṁ talamala kiḻakkēāṭṭ cāññatinuṁ mēkkuttekk vaḻukkappāṟaykkuṁ mullaykkuṁ pēraṭa pāṟattēāṭṭinuṁ tēvarakkuḷatt mēṭṭinuṁ cēāṟṟippāṟaykkuṁ kūṭṭikkalkkuṁ mēkkuvaṭakk mannammuṭṭikkuṁ kunnēāmmuṟikkuṁ kuṭamuruṭṭimalaykkuṁ mār malaykkuṁ periyal malaykkuṁ pēāḻākkallinuṁ oru tarattilāṇ cāññanēāṭaykkuṁ murikkal taṟamēṭṭinuṁ tekkuḷḷa nālatirttikkakatt maññamala cāttāvineyuṁ malayaṭimāreyuṁ kūṭe aṭṭippēr eḻuti tannirikkunnu. kuṟimānaṁ keāllavarṣaṁ 614 (1439 d. C.) | തെക്കുംകൂർ സ്വരൂപത്തിങ്കനിന്നും പൂഞ്ഞാറ്റിൽ പെരുമാൾക്ക് മഞ്ഞമല പെരിയാർ ഉൾപ്പെട മലമ്പിറം എഴുതി കൊടുത്തതാവിത്. കൊല്ലം 594 (എ.ഡി .1419) മകരം ഞായറിൽ പൂഞ്ഞാർ ഉദയകുലശേഖരപ്പെരുമാൾ പണ്ടാരത്തിലേയ്ക്ക് വെൺപല നാട്ടുടയ കോതവർമ്മൻ കോവിലധികാരികൾ മഞ്ഞമല പെരിയാർ മലമ്പിറത്തിനതിര്. <br /> കിഴക്ക് കണ്ണമ്മേട്ടിനും തലക്കുളത്ത് മേട്ടിനും നേതാകര മേട്ടിനും വഴുക്കപ്പാറ മേട്ടിനും തലമല കിഴക്കോട്ട് ചാഞ്ഞതിനും മേക്കുത്തെക്ക് വഴുക്കപ്പാറയ്ക്കും മുല്ലയ്ക്കും പേരട പാറത്തോട്ടിനും തേവരക്കുളത്ത് മേട്ടിനും ചോറ്റിപ്പാറയ്ക്കും കൂട്ടിക്കൽക്കും മേക്കുവടക്ക് മന്നംമുട്ടിക്കും കുന്നോംമുറിക്കും കുടമുരുട്ടിമലയ്ക്കും മാർ പെരിയൽ മലയ്ക്കും പോഴാക്കല്ലിനും കിടങ്ങൽമുറിക്കും കിഴക്കുവടക്ക് നല്ല തണ്ണീരാറ്റിനും ചെങ്കരത്തോടിനും ചാഞ്ഞനോടയ്ക്കും മുരിക്കൽ തറമേട്ടിനും തെക്കുള്ള നാലതിർത്തിക്കകത്ത് മഞ്ഞമല ചാത്താവിനെയും മലയടിമാരെയും കൂടെ അട്ടിപ്പേർ എഴുതി തന്നിരിക്കുന്നു. 614 (എ.ഡി.1439) |

## Gobernantes de Thekkumkur

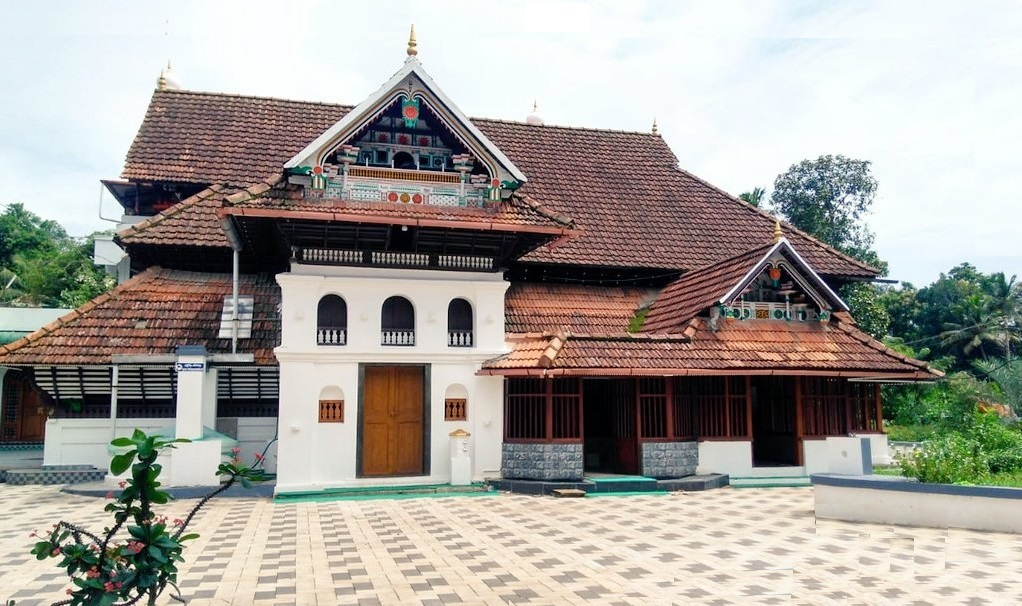
Thazhathangadi Juma Masjid, construida por el rey Thekkumkur

- Ilayaraja Vimbileeswaran del Palacio Vempally: 1103 - 1150; Fundador de la dinastía Thekkumkur.
- Eravi Manikandan Varman: 1150 - 1180; Mencionado en Aithihyamala de Kottarathil Sankunni; Rajarshi; Construyó el templo de Manikandapuram en Vakathanam .
- Kumaran Iyakan Manikandan: 1300; Mencionado en placas de cobre Tiruvalla (Thiruvalla Grandhavari).
- Rama Varman Manikandan: 1350 - 1378; Mencionado en la literatura más antigua en lengua malabar Unnuneeli Sandesam (sandesa kavyam).
- Kotha Varman Manikandan: 1408 - 1440; Hizo un pacto para vender las posesiones a Udaya Kulasekara Perumal del rey Pandya para establecer la dinastía Poonjar.
- Adithya Varman Manikandan: 1520 - 1555; Construyó Thazhathangady Pally en la orilla del río Meenachil .
- Eravi Varman Manikandan: 1555 - 1579; Hermano menor de Adithya Varman.
- Goda Varman Manikandan : 1579 - 1606; Construyó Kottayam Cheriya Pally .
- Kerala Aditya Varman Manikandan: 1626 - 1629; Mencionado en la inscripción Vanchipuzha Madam.
- Kerararu Goda Varman Manikandan: 1650 - 1674; Comenzó una escuela Deutsche; Un Mizhavu dedicado al templo de Thaliyil en 1661 .
- Unni Kerala Varman Manikandan: 1674 - 1691; construyó el Palacio de Keralapuram en Kottayam.
- Udaya Marthanda Varman Manikandan: 1691 - 1717; Construyó el templo Chitrakulam Mahadevar y el estanque Chitrakulam en Puzhavathu.
- Adithya Varman Manikandan : 1717 - 1750; último rey de la dinastía Thekkumkur; Luchó en la Batalla de Changanassery con Marthanda Varma de Travancore.

## Palacios reales
El Palacio Neerazhi (Changanassery) en Puzhavathu y Talikota Kovilakam (Thaliyanthanapuram) en Kottayam fueron las residencias principales de los reyes Thekkumkur. Inicialmente, el maharajá vivió en Venimala y Manikandapuram, que continuó hasta que la residencia real se trasladó al Palacio Neerazhi. La familia real Thekkumkur tenía varios palacios, incluyendo el palacio Aranmula, el palacio Keralapuram, el Palacio Edathil Pallom, etc.

## Batalla de Changanassery

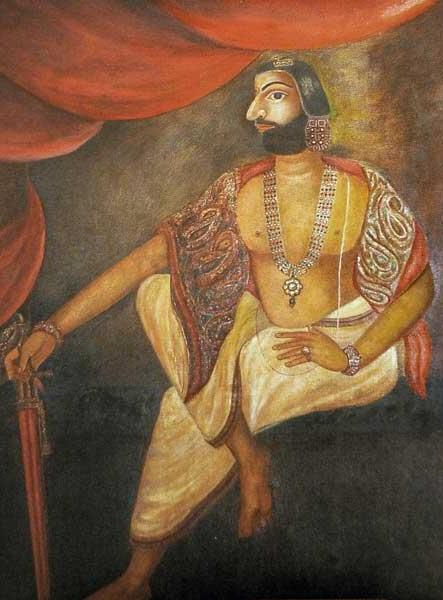
Marthanda Varma de Travancore quién venció a Thekkumkur en la Batalla de Changanassery

El último rey de Thekkumkur fue Aditya Varma Manikandan y residió en el Palacio Neerazhi en Changanassery. Fue un momento en que estalló una alianza entre Adityavarma y su hermano menor Goda Varman. El rey estaba dispuesto a la alianza con Kochi, sin embargo, el príncipe heredero simpatizaba con Travancore y Marthanda Varma. Goda Varman (príncipe heredero de Thekkumkur) y Marthanda Varma de Travancore fueron compañeros de clase en Madurai cuando estudiaban Rajyadharma. Después de enterarse del avance militar de Travancore bajo el liderazgo de Ramayyan Dalawa y Caption De Lannoy ; El príncipe heredero de Thekkumkur (Goda Varman) luego aconsejó al rey Aditya Varma Manikandan que hiciera amistad con el reino de Travancore al comprender la caída del estado principesco Ampalapuzha (Chempakassery) y la caída del estado principesco Kayamkulam. Mientras tanto, cuando Marthanda Varma se apoderó de Kayamkulam y Chempakassery, Aditya Varma se dio cuenta de que eran las próximas víctimas y envió a su hermano a Thiruvananthapuram para una misión de paz incondicional y conoció a Anizham Thirunal Marthanda Varma de Travancore y solicitó ayuda.
Desafortunadamente, Marthanda Varma le pidió a Goda Varman que le prometiera que estaría en el poder si ayudaba a derrocar al rey Adithya Varman. Marthanda Varma ya había escuchado la ruptura entre los hermanos. El rey más joven fue bien recibido en la parte sur del reino de Thekkumkur. El príncipe heredero santurrón decidió regresar a Thekkumkur poco después del desacuerdo. La malvada inteligencia de Marthanda Varma y Ramayyan Dalawa se despertaron juntas. Envió un mensajero al rey más joven y le contó las noticias falsas, diciendo: "Parte a Kottayam de inmediato; la salud de la madre es mala". El príncipe heredero Goda Varman decidió irse, abordó el barco y se dirigió al norte; Marthanda Varma le dio algunos obsequios para el rey de Thekkumkur, Aditya Varma Manikandan. En el camino, descendió al fuerte de Anchuthengu y recibió once rituales de fuego por parte de las autoridades británicas. Desde allí llegó a través del lago Paravur, el lago Ashtamudi, el lago Kayamkulam y el lago Vembanadu . Al día siguiente, el barco del príncipe heredero llegó a Illyakkadavu en Thazhathangadi. Los sirvientes de Ramayyan fueron seguidos por otro bote y mataron al príncipe heredero Goda Varman y sus sirvientes. Al día siguiente fue la declaración de guerra de Travancore. El "compañero de clase" del príncipe heredero desafía a Aditya Varman Manikandan por engañar y matar a su hermano menor.

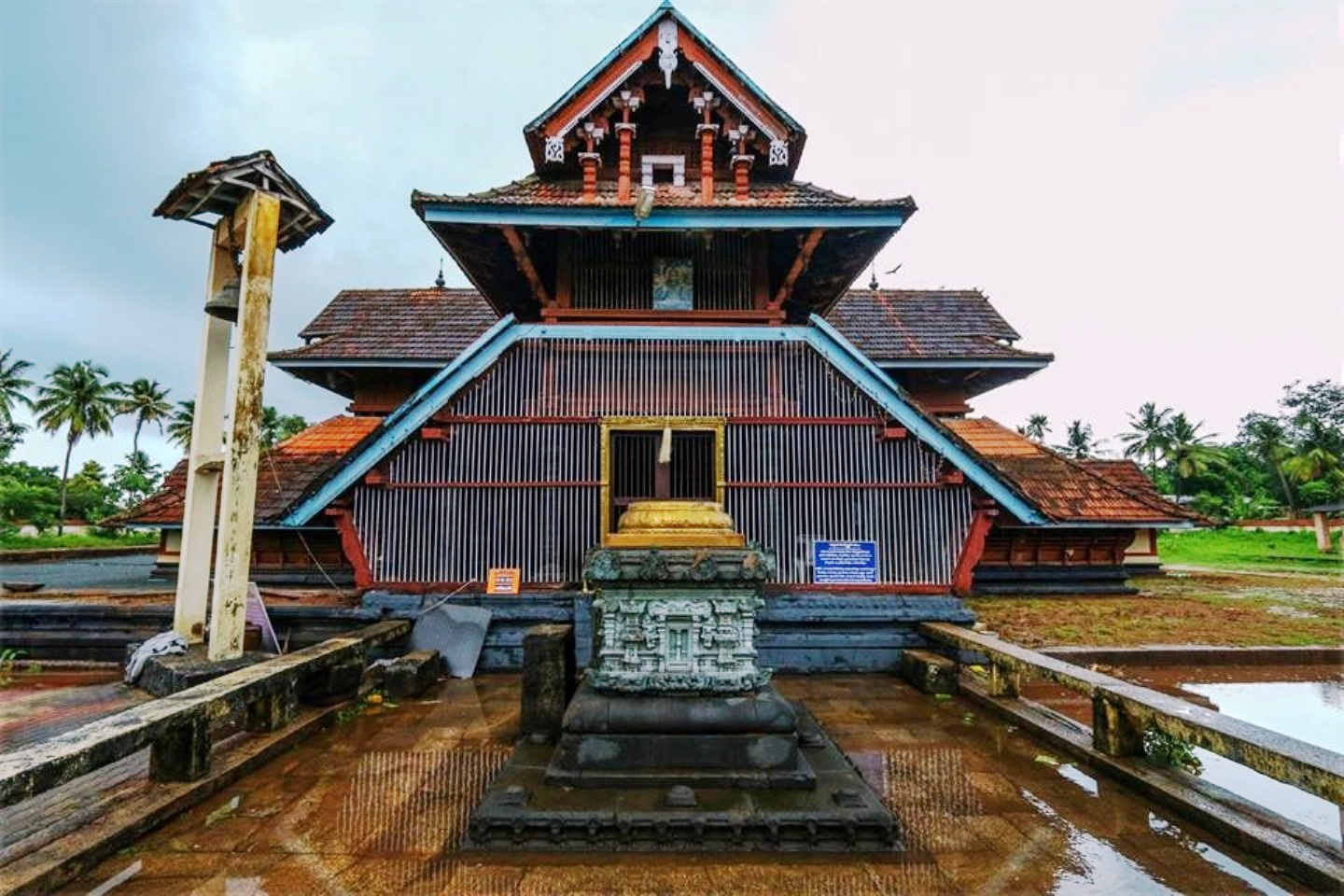
Vazhappally Maha Siva Templo

Ramayyan Dalawa difundió la noticia de que el rey de Thekkumkur, Adithya Varman, mató al príncipe heredero Goda Varman. Pero el historiador P. Shankuni Menon está justificando a Travancore en su libro Travancore History of Shankuni Menon. El fuerte Thekkumkur y el Palacio Neerazhi en Changanassery fueron atacados en septiembre de 1749. El Vazhappally Pathillathil Potimar (administrador del Templo Vazhappally Maha Siva) ayudó al rey Aditya Varman en el Palacio Neerazhi y lo transfirió a Nattassery en Kottayam. El puente de madera de Kannamperoor en Vazhappally fue destruido para evitar que las tropas de Travancore los siguieran en caso de mal tiempo. El rey Thekkumkur Aditya Verman huyó a Calicut y dio refugio a los Zamorin (Zamuthiri). Actas del 11 de septiembre de 1749; El 28 del año Malayalam era 925 Chingam (11 de septiembre de 1749 d. C.), la capital de Thekkumkur conquistada por Ramayyan Dalawa y fusionada con el reino de Travancore.

## Actualidad
Los miembros de la familia real Thekkumkur ahora se hospedan en Nattassery; ahora este Palacio es visible con varios Nalukett antiguos y casas nuevas construidas por miembros actuales de la familia en recintos cercanos del Templo Edathil Bhagavathy. Los descendientes de las familias reales de Thekkumkur permanecen en la familia Nedikunnathu "Vazhuvelil" y una rama se mudó a Kayamkulam y se unió a su familia pariente que también está relacionada con la familia real de Odanadu (Kayamkulam) y finalmente se estableció cerca de Nurunadu y la familia se conoce como "Muthanttedam" o anciano. rama de Edathil (Thekkumkoor) Swarupam. La deidad del templo de Nediyanikkal Panayil Devi es adorada por ellos como Edathil Bhagavathy. Perdieron su pasado glorioso y viven como cualquier otra familia Nair y parte del Nalukett está renovado y algunos miembros de la familia viven allí.
Después de la subyugación de los holandeses por Travancore en 1742, las operaciones militares de Marthanda Varma avanzaron contra los reinos vecinos del norte, incluido Thekkumkoor. Aunque Thekkumkoor se alió con Chempakassery y Vadakkumkoor para proteger el reino, todos ellos finalmente fueron anexados a Travancore.
El gobernante de Thekkumkur se había aliado primero con el Reino de Kayamkulam y luego con el principado de Ambalapuzha contra Travancore bajo Marthanda Varma. Después de la caída de Ambalapuzha, y como el gobernante de Thekkumkoorr se negó a llegar a un acuerdo con Travancore, su ciudad capital fue tomada el 11 de septiembre de 1750 por Ramayyan Dalawa, el general y primer ministro de Marthanda Varma y el estado fue anexado a Travancore en 1753. . Los detalles de la batalla se describen en la 'Historia de Travancore desde los primeros tiempos ' de P. Shankunni Menon, antiguo Diwan Peshkar (rango equivalente a Viceprimer Ministro) del estado de Travancore y padre de otro destacado historiador KP Padmanabha Menon. Hacia el final, la Familia Real Thekkumkure solo controlaba la pequeña área de Kovilakam de Kolathu Kara Kozhanchery .

## Paradevatha
Edathil Bhagavathy es el paradevatha de la Familia Real Thekkumcore. El pūjā principal se realiza el 18 de Medam (que generalmente cae el 1 de mayo) de cada año. Los pūjās son realizados por el thandri de surya Kaladi Mana. Habrá un thrikala pūjā (es decir, pūjās por la mañana, al mediodía y por la noche) en este día. También es un día de reunión familiar.
La familia Vadakkummal realiza pūjās diarios. Vadakkummal Vikraman Namboodiri es el sacerdote principal actual. La ceremonia del último día del Templo Kumaranallor Ulsavam, el ārāttu (el día posterior al Thrikkarthika) se realiza en el río Meenachil, que está cerca del Templo Edathil (2 km de distancia del Templo Kumaranalloor Devi). El ārāttu se realiza cerca del Templo Edathil Bhagavathi una vez al año desde que Kumaranalloor Bhagavathi viene a ver a su hermana Edathil Bhagavathi. Durante el mes de enero se lleva a cabo cada año el Bhagavata Purana Sapthaham con el Bhagavathom Moolam .